# Cathédrale de Santo Domingo de la Calzada
La cathédrale de Santo Domingo de la Calzada ou cathédrale du Sauveur-et-de-Sainte-Marie, dédiée à saint Dominique de la Chaussée, est la cathédrale de Santo Domingo de la Calzada, communauté autonome de La Rioja en Espagne.
Depuis 1959, elle partage le titre de cathédrale du diocèse de Calahorra et La Calzada-Logroño avec celle de  Calahorra et la cocathédrale de Logroño.

## Histoire

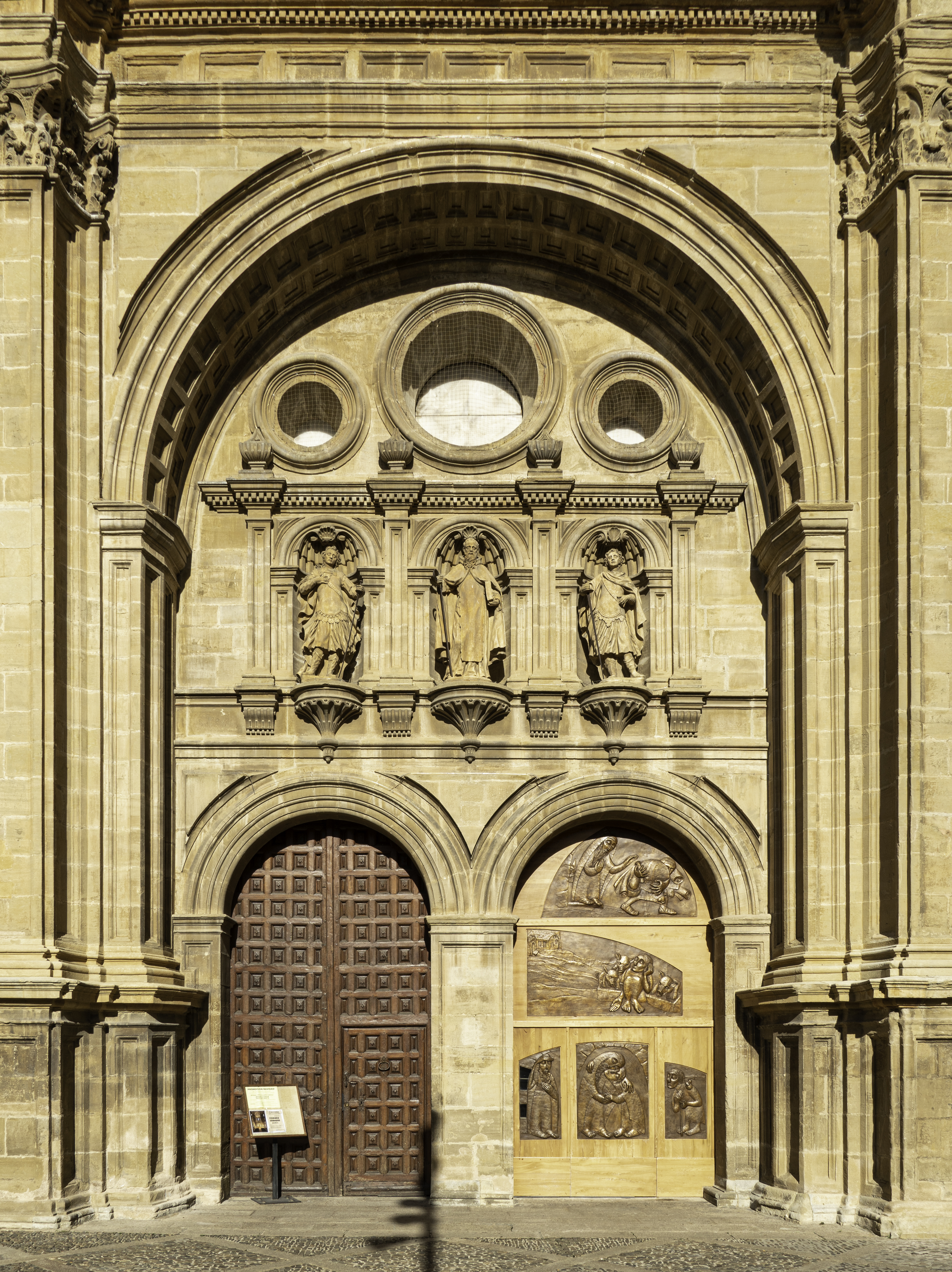
Le portail sud avec les statues de Dominique de la Chaussée, Chélidoine et Hémétère qui l'entourent.

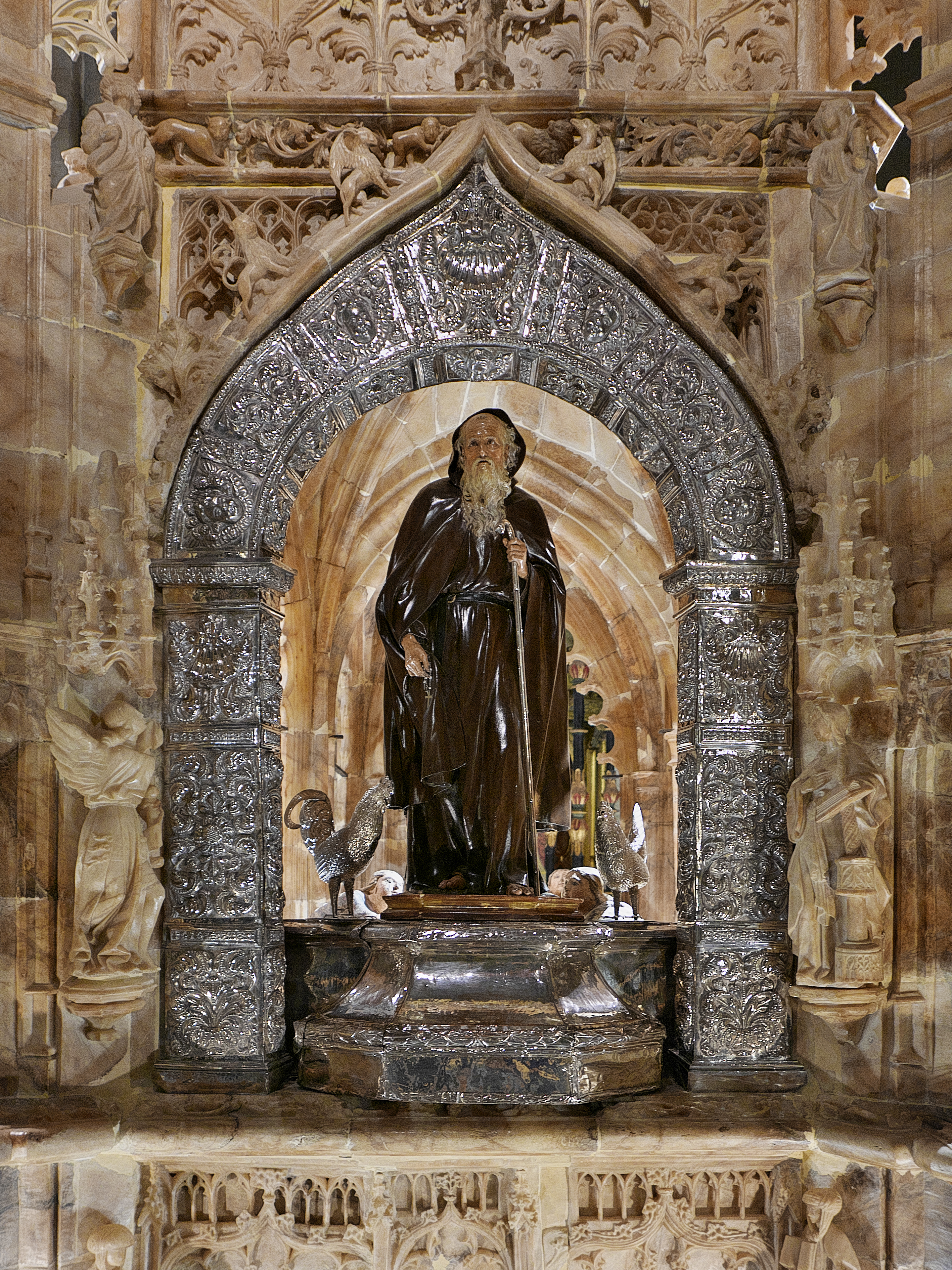
St Dominique de la Chaussée.

L’église primitive était placée sous l'invocation d’El Salvador (le Sauveur) et de Santa María, pour laquelle le roi Alphonse VI a fait don d'un terrain en 1098. 

Elle est consacrée en 1106 par l'évêque Don Pedro Nazar. C'est une collégiale jusqu’en 1158 et une cathédrale depuis 1232, étant le siège de l'évêché de Calahorra-La Calzada. 
Les travaux de l'église romane actuelle commencent en 1158, en conservant une grande partie de l'ancienne. Ils sont dirigés par maître Garçion. Au XVIe siècle, une partie du transept a subi une importante modification avec l'extension du côté gauche pour abriter la tombe de saint Dominique de la Calzada. 
Organisée comme une église de pèlerinage le long du chemin de Saint-Jacques-de-Compostelle avec comme caractéristique la prolifération de chapelles et l'existence d'un déambulatoire dans son chevet qui permet la circulation intérieure.

## L’extérieur
Principalement : l’abside romane comporte des beaux modillons et des baies vitrées, la tour baroque et les deux portails.

### Le portail sud
Le portail sud ou du Saint, avec un grand arc d'un demi-point qui abrite des statues dans des niches et oculus circulaires. C'est une œuvre tardive du XVIIIe siècle.

### Le portail occidental
Il est de transition romano-gothique, de la fin du XIIIe siècle, avec des archivoltes soulignés par des colonnes qui descendent jusqu’au sol.

### L’abside
Outre sa structure architectonique, il faut remarquer les chapiteaux. Certains sont très détériorés ; c'est le travail d'un grand maître. Les têtes des différents personnages et des animaux sont d’un grand réalisme, ainsi que des scènes des pèlerins qui sont les protagonistes de l'iconographie romane de la cathédrale.

### La tour baroque
La cathédrale a possédé tout au long de son histoire trois tours. La primitive romane est détruite par un orage en 1450. La seconde gothique a dû être démontée, elle menaçait ruine. La troisième est celle qui est conservée. 

Elle est l’œuvre de Martín de Beratúa, sur commande de l'évêque Andrés Porras y Temes en 1762. Elle est de style baroque et d'une hauteur soixante-dix mètres, une base carrée de 9 mètres. À cause des caractéristiques du terrain, elle est construite à l’extérieur de la cathédrale, dans une zone appropriée, loin des eaux souterraines. Les fondations sont faites d'une masse compacte dure, composée de chaux et de cornes écrasées afin que l’humidité ne l’affaisse pas ni ne déséquilibre les alentours. 

Elle possède huit cloches et une horloge, toutes en fonctionnement. L'horloge utilise deux clochetons, le plus petit marque les quarts d’heures et le plus grand les heures.

Elle est la tour la plus haute de la Rioja.

## L’intérieur

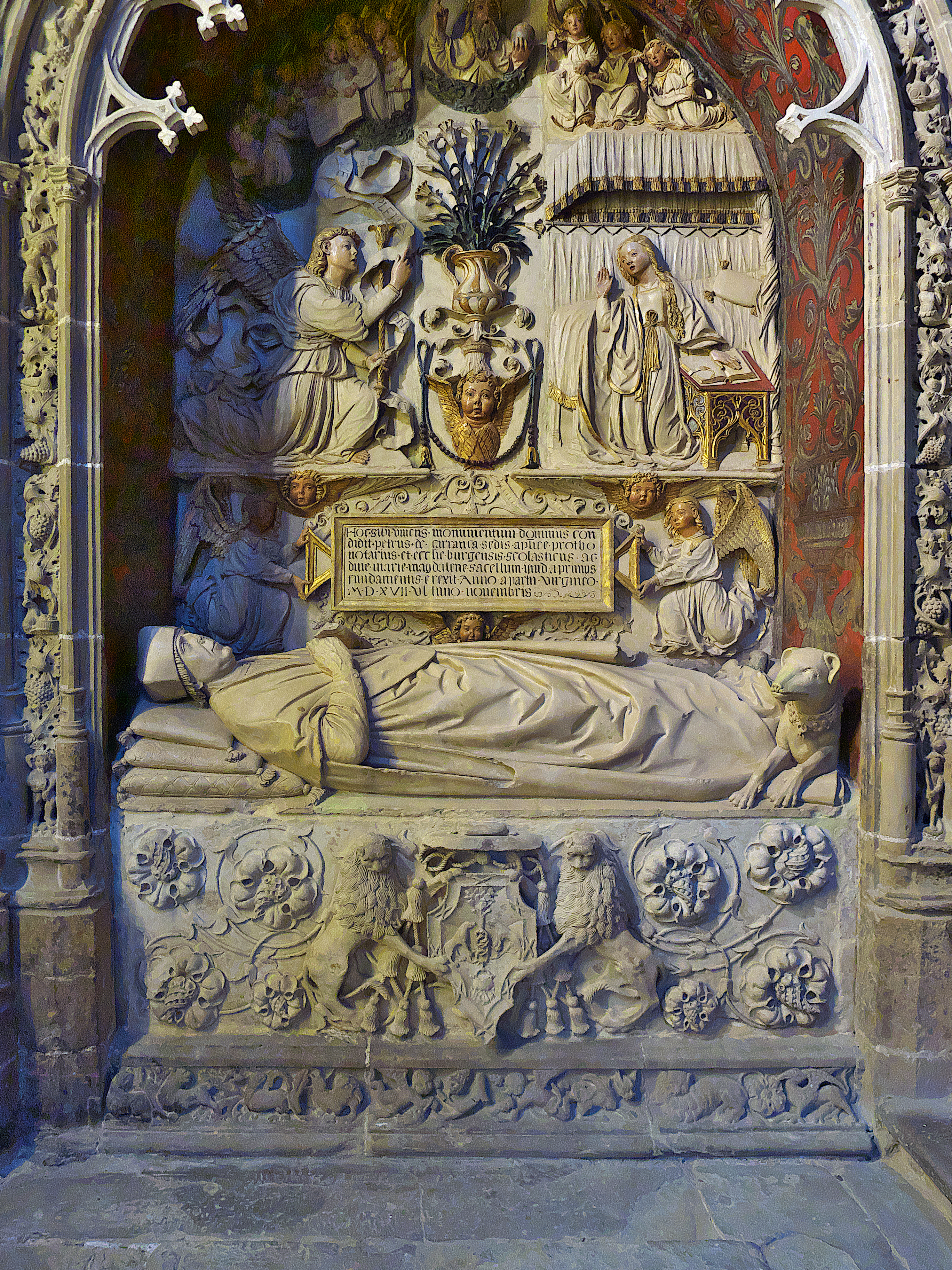
Sépulcre de Pedro de Carranza, dans la chapelle de la Magdalena.

À l’intérieur il convient de souligner le retable, œuvre du sculpteur de la Renaissance Damián Forment. Le chœur plateresque est d'Andres Nájera et de Guillén de Hollanda. Le retable hispano-flamand est un travail de maître Belorado. Et l'ensemble roman formé par le chevet et le presbyterium est composé dans le style roman le plus pur.
Une potence conserve le souvenir du pèlerin injustement pendu, en logeant un coq et une poule vivants, comme ceux que rapporte la tradition qu'ils ont ressuscités pour manifester l'innocence du pèlerin de Compostelle (Miracle du pendu-dépendu).

### La nef
C’est l'un des meilleurs exemples espagnols d'architecture proto-gothique avec des critères romans coexistant avec des voûtes en berceaux croisées. 

Organisée comme église de pèlerinage, à trois nefs, la centrale de largeur double et de hauteur supérieure est coupée par une croisée de transept et un chevet roman et trois chapelles absidiales.

### Le retable

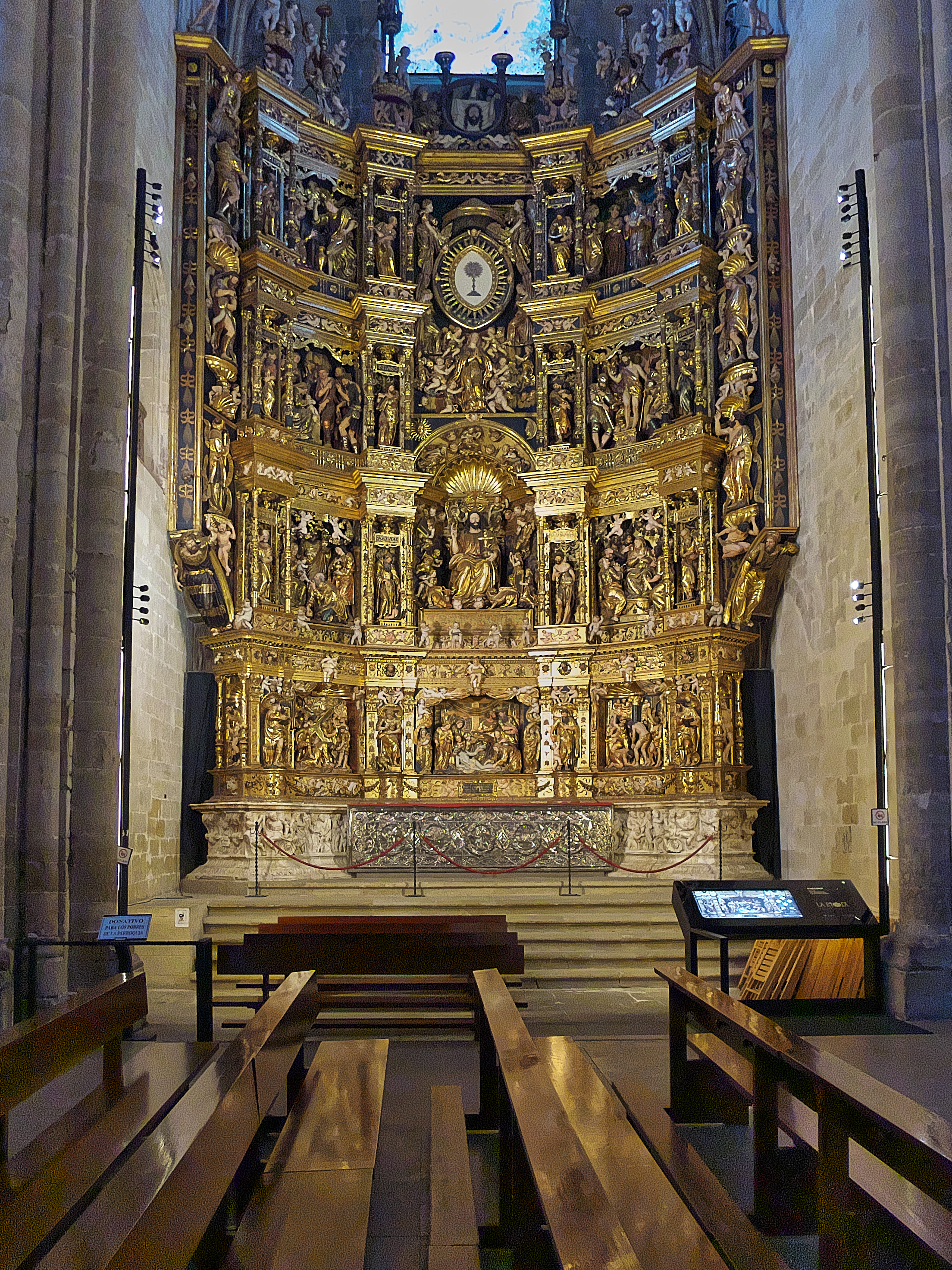
Le retable majeur.

Le sculpteur de la Renaissance, valencien, Damián Forment a laissé dans la cathédrale l'une de ses œuvres les plus grandioses, celle du retable. C’est la seule de ses réalisations qu'il a effectuée en bois, les autres étant en albâtre (retable du Pilier de Saragosse, retable du monastère de Poblet). Il mesure neuf mètres de large pour treize mètres de haut. Bien qu'il soit mort en 1540 dans cette ville, il a laissé pratiquement terminée son œuvre. 

La polychromie est l’œuvre d'Andres de Melgar. 
 
Dans sa partie centrale se trouve la statue d'El Salvador, titulaire de la cathédrale. En haut est placée l’Ascension de la Vierge. Le tout entouré de scènes comme l'Annonciation, l'Adoration des Bergers, l'Adoration des Rois, la Présentation, la Résurrection, la Pentecôte, la Chute du Christ, la Cinquième Angoisse et la Flagellation. Il y a en outre vingt statues parmi lesquelles celle de saint Dominique de la Chaussée.

### Le chevet roman
Quand en 1995 l'atelier diocésain de restauration des œuvres d'art a démonté le retable Renaissance et l’a transféré dans la chapelle de la croisée du transept, côté de l'évangile (sud) on a découvert un chevet des plus originaux. Un des meilleurs de l'architecture romane hispanique, un espace qui intègre la chapelle, l'abside, et la tribune avec la même perspective que les pèlerins pouvaient la contempler. La libération des piliers qui étaient occultés par le retable, permet d’admirer le plus grand ensemble iconographique roman de toute la Rioja.

Après une polémique dans laquelle ont pris part les meilleurs experts en histoire de l'art, il a été choisi de laisser le chevet de la cathédrale découvert.
Des quatre pilastres décorés vers la chapelle, deux présentent une décoration exclusivement végétale. Dans le troisième une Trinité entourée des quatre tétramorphes. Et dans le quatrième le roi David.

La chapelle est la seule conservée des trois de l’église primitive romane.

Le chevet se remarque par les chapiteaux dans lesquels sont représentés l'Apothéose du Christ, la Résurrection, Jésus sur les eaux, l’Annonciation et le Couronnement de la Vierge, l’Ascension, etc.

Une illumination superbe a été le complément à cette restauration extraordinaire.

### Le chœur

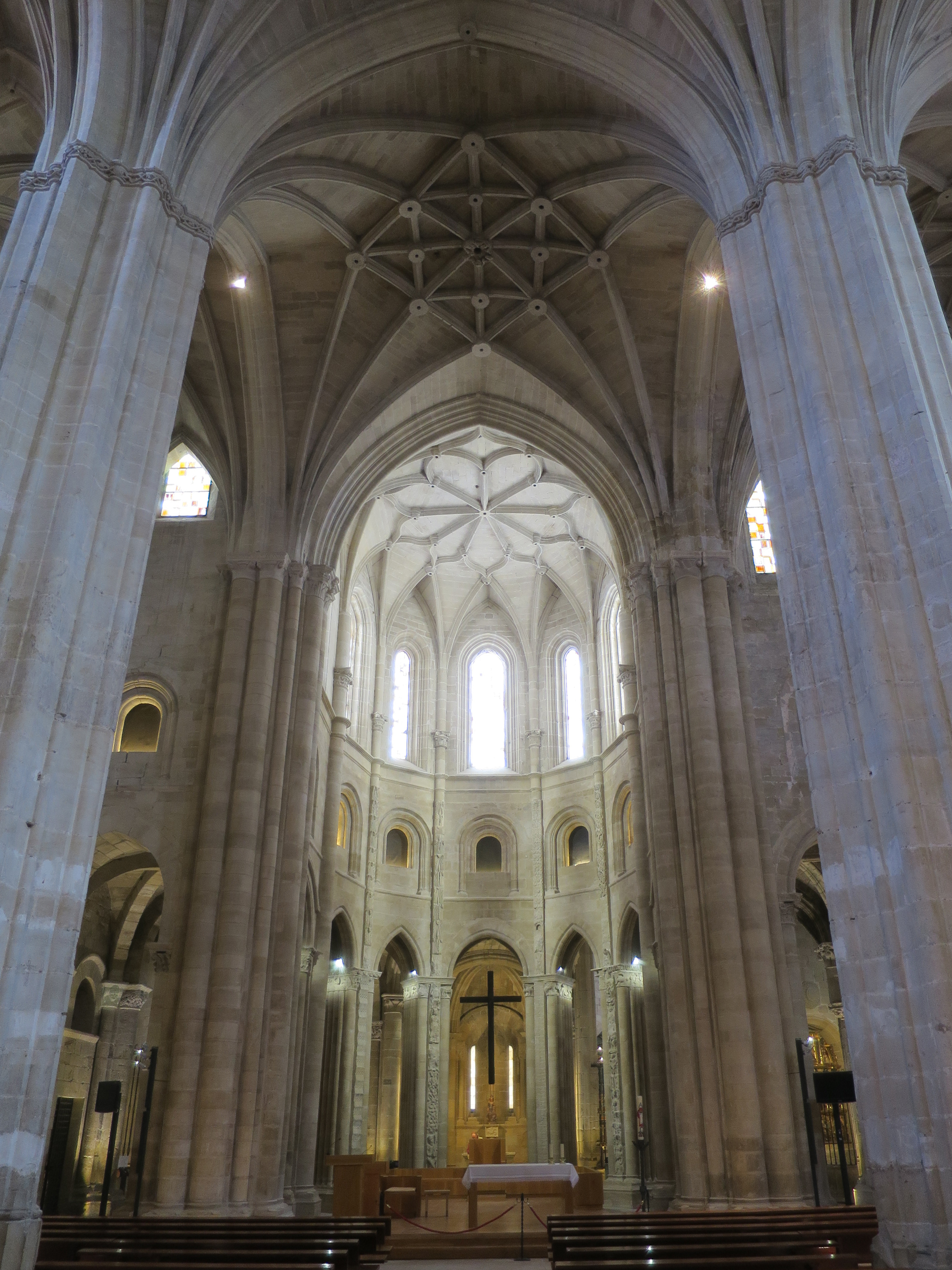
Le chœur.

Le chœur plateresque occupe la partie centrale de la cathédrale et permet d’isoler totalement les moines du reste de l’église.

Il a été effectué sur commande de l'évêque Juan de Castellanos. Il a été réalisé par Andres de Nájera en 1527, qui a aussi exécuté la superbe chaise épiscopale. Et c’est Guillén de Holanda qui a exécuté les extraordinaires sièges. 

Le chœur est composé de deux ordres de sièges. La partie haute est composée par 33 sièges et dans ses soutiens des bas-reliefs des saints et des prophètes. Dans la partie basse sont intégrés 26 sièges, dans ses soutiens des saintes et des vierges. 

Il est effectué en noyer et comporte une profusion d'éléments décoratifs grotesques, végétaux, etc. Il communique avec les deux nefs latérales à travers cinq superbes escaliers.

### La chapelle Saint-Dominique
Le sépulcre de saint Dominique est conçu comme l'élément central d'une chapelle de la cathédrale ; il se trouve à l'ouest du poulailler.

Sur le couvercle le gisant du saint est roman fin du XIIe siècle. Saint Dominique apparaît avec ses vêtements, reposant sa tête sur des coussins et accompagné de six petits anges, deux à la tête, deux à la hauteur de la ceinture et deux aux pieds. L'œuvre était polychrome dont il ne reste que des traces. 

Les scènes qui entourent le sépulcre ont été parrainées par l'évêque Diego López de Zúñiga et sont effectuées vers 1440 en style gothique. Elles racontent les miracles du saint.

Il est surmonté d'un baldaquin d'albâtre, avec des dessins de Vigarny, réalisé par Juan de Rasines en 1513. Il est décoré de bas-reliefs relatant la vie du saint.

### Le poulailler

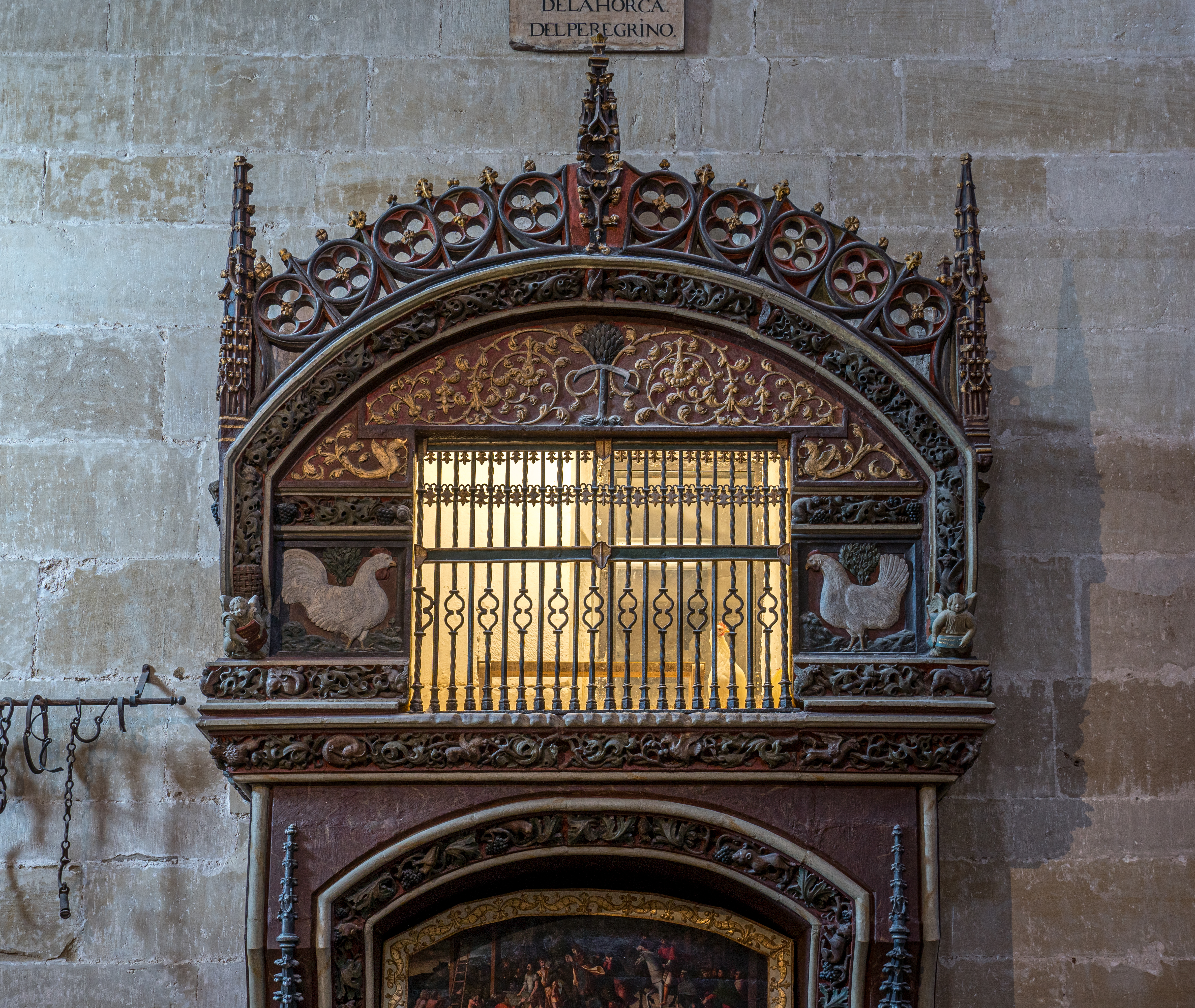
Le poulailler.

Construit vers 1460, c'est une œuvre gothique en pierre polychrome qui loge un couple de gallinacés : un coq blanc et une poule de même. 

Il est situé dans le bras droit de la croisée du transept, du côté de l'épître (nord) face à la tombe de saint Dominique. C'est le témoignage vivant et permanent de l'aide du saint aux pèlerins. Il rappelle le célèbre miracle qui a propagé le nom de Santo Domingo de la Calzada tout au long du chemin du pèlerinage avec ce célèbre dicton qui dit : « Santo Domingo de la Calzada donde cantó la gallina después de asada » (Santo Domingo de la Calzada, où a chanté une poule après avoir été cuisinée.)
Il existe un document dans les archives de la cathédrale, daté de 1350, attestant de la présence ancienne des gallinacés. C’est une bulle du pape d’Avignon, Clément VI (1342-1352) accordant des indulgences aux fidèles qui aideraient au culte de la cathédrale et assisteraient à ses offices divins ou « miransen al gallo y a la gallina que hay en la iglesia ».

Les gallinacés sont mensuellement remplacés, tâche qu'effectuent les bénévoles de la confrérie locale de Santo Domingo, dédiée au Saint et au service des pèlerins.

## Le pèlerinage de Compostelle
Par le Camino francés du pèlerinage de Saint-Jacques-de-Compostelle, le chemin 
vient soit de Cañas soit d'Azofra. La prochaine commune est Grañon et son église Saint-Jean-Baptiste.
D’après le Guide du pèlerin d’Aimery Picaud le corps saint qu’il faut honorer est bien entendu saint Dominique de la Chaussée.

## Protection
La cathédrale fait l’objet d’un classement en Espagne au titre de bien d'intérêt culturel depuis le 3 juin 1931.